# Hamilton (Familienname)
Hamilton ist ein englischer Familienname.

## Herkunft und Bedeutung
Der Name ist vom Ortsnamen Hamilton abgeleitet, ist also ein Herkunftsname.

## Namensträger

### A
- Adam Hamilton (Organist) (1820–1907), englischer Organist, Pianist und Komponist
- Adam Hamilton (Politiker) (1880–1952), neuseeländischer Politiker
- Adam Hamilton (Pastor) (* 1964), US-amerikanischer methodistischer Pastor und Buchautor
- Al Hamilton (* 1946), kanadischer Eishockeyspieler
- Alastair Hamilton (* 1941), britischer Historiker
- Aldís Amah Hamilton (* 1991), isländische Schauspielerin
- Alex Hamilton (Autor) (1930–2016), britischer Autor und Journalist
- Alex Hamilton (Fußballspieler, 1936) (Alexander William Hamilton; 1936–1993), schottischer Fußballspieler (FC Dundee)
- Alex Hamilton (Fußballspieler, 1937) (Alexander McGregor Hamilton; 1937–2009), schottischer Fußballspieler (York City)
- Alex Hamilton (Basketballspieler) (George Alexander Hamilton III; * 1993), US-amerikanischer Basketballspieler
- Alexander Hamilton, 1. Baronet († um 1700), schottischer Adliger
- Alexander Hamilton, 2. Baronet († um 1710), schottischer Adliger
- Alexander Hamilton (Mediziner) (1739–1802), britischer Mediziner
- Alexander Hamilton (1755/1757–1804), US-amerikanischer Politiker, Gründervater der Vereinigten Staaten
- Alexander Hamilton (Indologe) (1762–1824), britischer Linguist
- Alexander Hamilton, 10. Duke of Hamilton (1767–1852), britischer Adliger
- Alexander Hamilton (General) (1815–1907), US-amerikanischer General
- Alexander Hamilton-Gordon (General, 1817) (1817–1890), britischer General und Politiker
- Alexander Hamilton-Gordon (General, 1859) (1859–1939), britischer Generalleutnant
- Alexander Douglas-Hamilton, 16. Duke of Hamilton (* 1978), schottischer Adliger
- Alexandra Hamilton, Geburtsname von Alexandra Coomber (* 1973), britische Skeletonpilotin
- Alfred Douglas-Hamilton, 13. Duke of Hamilton (1862–1940), schottischer Adliger
- Alice Hamilton (1869–1970), US-amerikanische Pathologin
- Alvin Hamilton (1912–2004), kanadischer Politiker
- Andrew Hamilton (Jurist) (um 1676–1741), schottisch-amerikanischer Jurist und Politiker
- Andrew Hamilton (Fußballspieler, 1873) (1873–1939), schottischer Fußballspieler
- Andrew Hamilton (Fußballspieler, 1882) (1882–1915), schottischer Fußballspieler
- Andrew Hamilton, 10. Baronet (* 1953), britischer Adliger
- Andrew H. Hamilton (1834–1895), US-amerikanischer Politiker
- Andrew J. S. Hamilton (* 1951/1952), britischer Astrophysiker und Hochschullehrer
- Andrew Jackson Hamilton (1815–1875), US-amerikanischer Politiker
- Andy Hamilton (Jazzmusiker) (1918–2012), britischer Jazz-Saxophonist und Komponist jamaikanischer Herkunft
- Andy Hamilton (Popmusiker) (* 1953), britischer Pop-Saxophonist und Komponist
- Andy Hamilton (Komiker) (* 1954), britischer Komiker, Drehbuchautor und Regisseur
- Andy Hamilton (Dartspieler) (* 1967), englischer Dartspieler
- Angus Hamilton (1874–1913), britischer Journalist
- Angus Douglas-Hamilton, 15. Duke of Hamilton (1938–2010), schottischer Adliger
- Anna Hamilton (1864–1935), französische Ärztin und Begründerin der modernen Krankenpflege in Frankreich
- Anna Hamilton Phelan, US-amerikanische Drehbuchautorin
- Anne Hamilton, 2. Countess of Ruglen (1698–1748), schottische Adlige
- Anne Hamilton, 3. Duchess of Hamilton (1632–1716), schottische Adlige
- Anthea Hamilton (* 1978), britische Künstlerin
- Anthony Hamilton (Militär) (um 1645–1720), französischer Generalleutnant und Schriftsteller
- Anthony Hamilton (Sänger) (* 1971), US-amerikanischer Sänger
- Anthony Hamilton (Snookerspieler) (* 1971), englischer Snookerspieler
- Anthony Hamilton-Smith, 3. Baron Colwyn (1942–2024), britischer Politiker
- Anthony Albert Mordaunt Hamilton (1909–nach 1975), südafrikanischer Botschafter
- Anthony Parke Hamilton (* 1939), britischer Botaniker
- Anton Ignaz Hamilton (1696–1770), deutsch-polnischer Maler des Rokoko
- Antony Hamilton (1952–1995), britischer Schauspieler
- Archibald Hamilton (Politiker, 1673) (1673–1754), britischer Politiker
- Archibald Hamilton, 1. Baronet (of Rosehall) († 1709), schottischer Adliger
- Archibald Hamilton, 5. Baronet (1876–1939), britischer Adliger und Militär
- Archibald Hamilton, 9. Duke of Hamilton (1740–1819), britischer Peer und Politiker
- Archibald Hamilton (Politiker, 1769) (1769–1827), britischer Politiker
- Archibald Hamilton, Baron Hamilton of Epsom (* 1941), britischer Politiker und Life Peer, siehe Archie Hamilton, Baron Hamilton of Epsom
- Archibald Hamilton Rowan (1751–1834), irischer Nationalist und Revolutionär
- Arlan Hamilton (* 1980), US-amerikanische Autorin, Gründerin und geschäftsführende Gesellschafterin von Backstage Capital
- Arthur Hamilton (Badminton) (* 1905), irischer Badmintonspieler
- Arthur Hamilton (Songwriter) (1926–2025), US-amerikanischer Komponist
- Arthur Hamilton, Lord Hamilton (* 1942), schottischer Jurist
- Arthur Hamilton-Gordon, 1. Baron Stanmore (1829–1912), britischer Kolonialbeamter
- Austin Hamilton (* 1997), schwedischer Sprinter

### B
- Barbara Hamilton, 14. Baroness Dudley (1907–2002), britische Peeress und Politikerin der Conservative Party
- Becca Hamilton (* 1990), US-amerikanische Curlerin
- Bernie Hamilton (1928–2008), US-amerikanischer Schauspieler
- Bertha Drechsler Hamilton (1848–1924), englische Geigerin, Dirigentin und Musikpädagogin, siehe Bertha Drechsler Adamson
- Bethany Hamilton (* 1990), US-amerikanische Surferin
- Betnijah Laney-Hamilton (* 1993), US-amerikanische Basketballspielerin
- Bettina Hamilton, australische Filmproduzentin
- Bill Hamilton (1899–1978), neuseeländischer Ingenieur und Erfinder
- Billy Hamilton (Baseballspieler, 1866) (1866–1940), US-amerikanischer Baseballspieler
- Billy Hamilton (Baseballspieler, 1990) (* 1990), US-amerikanischer Baseballspieler
- Billy Hamilton (Fußballspieler) (* 1957), nordirischer Fußballspieler und -trainer
- Blayney Hamilton (1872–1946), irischer Badminton-, Tennis-, Hockey- und Cricketspieler
- Blayney Kirkwood Hamilton (1902–1973), irischer Badmintonspieler
- Bobby Hamilton (Musiker) (* um 1935), US-amerikanischer Jazz- und Rhythm-&-Blues-Musiker
- Bobby Hamilton (Rennfahrer, 1957) (1957–2007), US-amerikanischer Rennfahrer
- Bobby Hamilton (Footballspieler) (* 1971), US-amerikanischer American-Football-Spieler
- Bobby Hamilton (Rennfahrer, 1978) (* 1978), US-amerikanischer Rennfahrer
- Bobby Hamilton (Fußballspieler), schottischer Fußballspieler (1924–1999)
- Brian Hamilton (Fechter) (* 1937), irischer Fechter
- Brian Hamilton (Fußballspieler) (* 1967), schottischer Fußballspieler
- Bruce Hamilton (General) (1857–1936), britischer General
- Bruce Hamilton (Eishockeyspieler) (* 1927), kanadischer Eishockeyspieler und -trainer
- Brutus Hamilton (1900–1970), US-amerikanischer Leichtathlet

### C
- Charles Hamilton, 1. Baronet (of Cadogan Square) (1845–1928), britischer Adliger und Politiker
- Charles Hamilton, 2. Baronet (of Marlborough House) (1767–1849), britischer Admiral und Politiker
- Charles Hamilton, 2. Baronet (of Killaugh) († 1689), irischer Adliger
- Charles Hamilton, 3. Baronet (of Trebinshun House) (1810–1892), britischer Adliger und Militär
- Charles Hamilton, 5. Baronet (of Trebinshun House) (1876–1939), britischer Adliger
- Charles Hamilton (Schriftsteller) (Frank Richards; 1876–1961), englischer Kinderbuchautor
- Charles Hamilton (Autographenhändler) (1913–1996), amerikanischer Handschriftenexperte
- Charles Hamilton (Pilot), US-amerikanischer Pilot
- Charles Hamilton (Musiker), amerikanischer Jazzmusiker
- Charles Hamilton (Rapper) (* 1987), US-amerikanischer Rapper
- Charles Douglas-Hamilton, 7. Earl of Selkirk (1847–1886), britisch-schottischer Offizier und Peer
- Charles F. Hamilton, amerikanischer Fotograf
- Charles Gipps Hamilton (1857–1955), englischer Rechtsanwalt und Tennisspieler
- Charles Mann Hamilton (1874–1942), US-amerikanischer Politiker
- Charles Memorial Hamilton (1840–1875), US-amerikanischer Politiker
- Charles R. Hamilton, US-amerikanischer General
- Charles V. Hamilton (1929–2023), US-amerikanischer Politikwissenschaftler und Bürgerrechtler
- Chico Hamilton (1921–2013), US-amerikanischer Jazzmusiker und -komponist
- Chris Hamilton (* 1995), australischer Radrennfahrer
- Chris Hamilton (Fußballspieler) (* 2001), schottischer Fußballspieler
- Chuck Hamilton, Künstlername des US-amerikanischen Jazzmusikers Ralph Hamilton
- Chuck Hamilton (Eishockeyspieler) (* 1939), kanadischer Eishockeyspieler
- Cicely Hamilton (1872–1952), britische Schriftstellerin und Dramatikerin
- Clarence Herbert Hamilton (1886–1986), US-amerikanischer Religionswissenschaftler und Sinologe
- Claud Hamilton, 1. Lord Paisley (um 1546–1621), schottischer Adliger
- Claud John Hamilton (1843–1925), schottischer Adliger und Politiker
- Clive Hamilton (* 1953), australischer Ökonom, Hochschullehrer und Politiker
- Cody Hamilton (* 2002), US-amerikanischer Schauspieler
- Cornelius S. Hamilton (1821–1867), US-amerikanischer Politiker
- Curtis Hamilton (* 1991), kanadischer Eishockeyspieler

### D
- Daniel W. Hamilton (1861–1936), US-amerikanischer Politiker
- Darryl Hamilton († 2015), US-amerikanischer Baseballspieler
- Davey Hamilton (* 1962), US-amerikanischer Automobilrennfahrer
- Davey Hamilton junior (* 1997), US-amerikanischer Automobilrennfahrer
- David Hamilton of Cadzow (1333–1392), schottischer Adliger
- David Hamilton (Bischof) († 1523), schottischer Geistlicher, Bischof von Argyll
- David Hamilton (Architekt) (1768–1843), schottischer Architekt
- David Hamilton (Fußballspieler, 1882) (1882–1950), schottischer Fußballspieler
- David Hamilton (1933–2016), schottischer Fotograf
- David Hamilton (Moderator) (* 1938), britischer Moderator
- David Hamilton (Politiker) (* 1950), schottischer Politiker
- David Hamilton (Richter) (* 1957), US-amerikanischer Jurist
- David Hamilton (Fußballspieler, 1960) (* 1960), englischer Fußballspieler
- David Hamilton (Sänger) (* 1960), schottisch-australischer Sänger (Tenor)
- David Hamilton (Fußballspieler, 1980) (* 1980), schottischer Fußballspieler
- David J. Cole-Hamilton (* 1948), englischer Chemiker
- Dennis Hamilton (1944–2012), US-amerikanischer Basketballspieler
- Donald Hamilton (1916–2006), US-amerikanischer Schriftsteller
- Doug Hamilton (* 1958), kanadischer Ruderer
- Dougie Hamilton (* 1993), kanadischer Eishockeyspieler
- Douglas Hamilton, 8. Duke of Hamilton (1756–1799), schottischer Adliger
- Douglas Douglas-Hamilton, 14. Duke of Hamilton (1903–1973), schottischer Adliger und Pilot
- Duncan Hamilton (Rennfahrer) (1920–1994), britischer Rennfahrer
- Duncan Hamilton (Journalist) (* 1958), britischer Journalist
- Duncan Hamilton (Politiker) (* 1973), schottischer Politiker

### E
- Earl Jefferson Hamilton (1899–1989), US-amerikanischer Historiker
- Eddie Hamilton, britischer Filmeditor
- Edith Hamilton (1867–1963), US-amerikanische Autorin
- Edmond Hamilton (1904–1977), US-amerikanischer Autor
- Edward Hamilton, 1. Baronet (1772–1851), britischer Admiral
- Edward Hamilton, 4. Baronet (1843–1915), britischer Adliger und Militär
- Edward Hamilton (Mediziner) (1815–1903), britischer Arzt und Homöopath
- Edward Hamilton (Generalmajor) (1854–1944), britischer Generalmajor
- Edward Hamilton, ein Pseudonym von Eduardo Fajardo (1924–2019), spanischer Schauspieler
- Edward L. Hamilton (1857–1923), US-amerikanischer Politiker
- Edward Walter Hamilton (1847–1908), britischer Politiker
- Elizabeth Hamilton (1753–1797), britische Adlige, siehe Elizabeth Smith-Stanley, Countess of Derby
- Elizabeth Hamilton (Schriftstellerin) (1756–1816), britische Schriftstellerin
- Elizabeth Douglas-Hamilton (um 1657–1733), englische Adlige, Mätresse von König William III., siehe Elizabeth Villiers
- Elizabeth Schuyler Hamilton (1757–1854), amerikanische Philanthropin
- Emma Hamilton (Lady Hamilton; 1756–1815), englische Mätresse
- Emma Hamilton (Schauspielerin) (* 1984), australische Schauspielerin
- Emmy Drechsler Hamilton (1850-nach 1890), englische Geigerin und Musikpädagogin
- Eoin Hamilton (1940–2006), schottischer Komponist
- Erin Hamilton, Pseudonym der deutschen Schriftstellerin Rebekka Pax (* 1978)
- Ernest Hamilton (1883–1964), kanadischer Lacrosse- und Rugby-Union-Spieler
- Ernst Wilhelm von Hamilton (1744–1811), königlich preußischer Generalmajor

### F
- Fenton Hamilton (1904–1978), US-amerikanischer Elektrotechniker, Beleuchter und Kameramann
- Finley Hamilton (1886–1940), US-amerikanischer Politiker
- Francis Hamilton, 1. Baronet († 1673), schottisch-irischer Adliger und Politiker
- Francis Hamilton, 3. Baronet (vor 1679–1714), irischer Adliger
- Francis Alvin George Hamilton (1912–2004), kanadischer Politiker, siehe Alvin Hamilton
- Francis Buchanan-Hamilton (1762–1829), schottischer Biologe und Entdecker
- Frank E. Hamilton (1898–1972), US-amerikanischer Informatiker und Computer-Ingenieur
- Franz de Hamilton (1623–nach 1716), britisch-deutscher Maler
- Freddie Hamilton (* 1992), kanadischer Eishockeyspieler
- Frederick Hamilton-Temple-Blackwood, 1. Marquess of Dufferin and Ava (1826–1902), Generalgouverneur von Kanada und Vizekönig von Indien
- Frederick Hamilton-Temple-Blackwood, 3. Marquess of Dufferin and Ava (1875–1930), britischer Offizier und Politiker
- Frederick Hamilton (Admiral) (1856–1917), britischer Admiral
- Frederick Dalrymple-Hamilton (1890–1974), britischer Admiral
- Frederick Robert Vere Douglas-Hamilton (1843–1917), schottischer Adliger
- Frederick Spencer Hamilton (1856–1928), britischer Diplomat, Politiker und Schriftsteller

### G
- Gabrielle Hamilton, US-amerikanische Köchin und Gastronomin
- Gary Hamilton (Schauspieler) (* 1948), US-amerikanischer Schauspieler
- Gary Hamilton (Filmproduzent), australischer Filmproduzent
- Gary Hamilton (Fußballspieler, 1965) (* 1965), schottischer Fußballspieler
- Gary Hamilton (Fußballspieler, 1980) (* 1980), nordirischer Fußballspieler
- Gary Hamilton (Thaiboxer) (* um 1981), nordirischer Thaiboxer
- Gary Hamilton (Basketballspieler) (* 1984), US-amerikanischer Basketballspieler
- Gavin Hamilton (1723–1798), schottischer Maler
- George Hamilton, 1. Baronet (of Dunalong) (um 1607–1679), irischer Adliger
- George Hamilton, 1. Earl of Orkney (1666–1737), schottisch-britischer Militär und Adliger
- George Hamilton, 1. Baronet (of Barnton) († 1726), schottischer Adliger
- George Hamilton-Gordon, 4. Earl of Aberdeen (1784–1860), britischer Politiker
- George Hamilton-Gordon, 2. Baron Stanmore (1871–1957), britischer Offizier und Politiker der Liberal Party, Oberhausmitglied
- George Hamilton, 1. Baronet (of Ilford) (1877–1947), britischer Adliger und Politiker
- George Hamilton (Fußballspieler, 1900) (1900–1958), englischer Fußballspieler
- George Hamilton (Fußballspieler, 1917) (1917–2001), schottischer Fußballspieler
- George Hamilton IV. (1937–2014), US-amerikanischer Country-Sänger
- George Hamilton (* 1939), US-amerikanischer Schauspieler
- George Baillie-Hamilton, Lord Binning (1856–1917), britischer Adliger und Offizier
- George Baillie-Hamilton, 12. Earl of Haddington (1894–1986), britischer Peer und Politiker
- George Douglas-Hamilton, 10. Earl of Selkirk (1906–1994), britischer Peer und Politiker
- George Alexander Hamilton (1802–1871), britischer Politiker
- George Francis Hamilton (1845–1927), britischer Politiker
- Gerald Edwin Hamilton Barrett-Hamilton (1871–1914), irisch-britischer Zoologe und Meeresbiologe
- Gilbert Graf Hamilton (1869–1947), schwedischer Offizier in deutschen Diensten
- Gillian Hamilton (* 1969), kanadische Biathletin
- Glenn Hamilton (* 1966), neuseeländischer Beachvolleyballspieler
- Gordon Hamilton (Tänzer) (1918–1959), australischer Tänzer und Choreograf
- Gordon Hamilton (Badminton) (* um 1955), schottischer Badmintonspieler
- Gordon Hamilton (Rugbyspieler) (* 1964), nordirischer Rugbyspieler
- Gordon Hamilton (Glaziologe) (1966–2016), schottischer Glaziologe
- Gordon Hamilton (Spieleautor), Spieleautor
- Gordon Hamilton (Komponist) (* 1982), australischer Komponist und Dirigent
- Gustaf David Hamilton (1699–1788), schwedischer Feldmarschall
- Gustavus Hamilton, 1. Viscount Boyne (1642–1723), irischer Adliger, Offizier und Politiker
- Gustavus Hamilton, 2. Viscount Boyne (1710–1746), irischer Adliger und Politiker
- Gustavus Hamilton, 5. Viscount Boyne (1749–1816), irischer Adliger und Politiker
- Gustavus Hamilton, 6. Viscount Boyne (1777–1855), irischer Adliger
- Guy Hamilton (1922–2016), britischer Filmregisseur

### H
- Hale Hamilton (1879–1942), US-amerikanischer Schauspieler
- Hans Hamilton, 1. Baronet († 1682), schottischer Adliger
- Hans Hamilton, 2. Baronet (1673–1731), schottischer Adliger
- Hans Hamilton, 2. Baron Holmpatrick (1886–1942), britischer Adliger und Politiker
- Hans Hamilton, 4. Baron Holmpatrick (* 1955), britischer Adliger und Politiker
- Hans Hamilton (Politiker) (um 1758–1822), irischer Politiker
- Helen Hamilton (1927–2013), schottische Tischtennisspielerin, siehe Helen Elliot
- Henry Hamilton (1734–1796), britischer General
- Henry Hamilton (1840–1916), US-amerikanischer römisch-katholischer Geistlicher und Bischof, siehe John Lancaster Spalding
- Hilary Hamilton (* 1952), neuseeländische Musikerin, siehe Inker & Hamilton
- Holman Hamilton (1910–1980), US-amerikanischer Historiker
- Hubert Hamilton (1861–1914), britischer Generalmajor
- Hugh Hamilton (Eishockeyspieler) (* 1977), kanadischer Eishockeyspieler
- Hugh Caulfield Hamilton (1905–1934), nordirischer Autorennfahrer
- Hugh Douglas Hamilton (um 1740–1808), irischer Maler
- Hugo Hamilton (* 1953), irischer Schriftsteller
- Hugo Johan Hamilton (1668–1748), schwedischer General

### I
- Iain Hamilton (Komponist) (1922–2000), schottischer Komponist und Musikpädagoge
- Iain Douglas-Hamilton (* 1942), britischer Umweltschützer und Dokumentarfilmer
- Ian Hamilton (Politiker) (1925–2022), britischer Politiker (SNP) und Rechtsanwalt
- Ian Hamilton (Literaturkritiker) (1938–2001), britischer Literaturkritiker
- Ian Hamilton (Autor) (* 1946), kanadischer Schriftsteller
- Ian Hamilton (Leichtathlet), irischer Mittelstreckler
- Ian Hamilton Finlay (1925–2006), schottischer Lyriker und Künstler
- Ian Standish Monteith Hamilton (1853–1947), britischer General
- Ishbel Maria Hamilton-Gordon (1857–1939), schottische Sozialreformerin und Frauenrechtlerin
- Isobel Hamilton (* 1983), britische Schauspielerin

### J
- Jack Hamilton (Fußballspieler, 1902) (1902–1980), englischer Fußballspieler
- Jack Hamilton (Baseballspieler) (1938–2018), US-amerikanischer Baseballspieler
- Jack Hamilton (Fußballspieler, 1994) (* 1994), schottischer Fußballspieler
- Jack Hamilton (Fußballspieler, 2000) (* 2000), schottischer Fußballspieler
- Jacob Immanuel Hamilton (1682–1728), deutscher Rechtswissenschaftler
- Jakob von Hamilton (1642–1717), schottischer Staatsmann
- James Hamilton of Cadzow (vor 1397–vor 1441), schottischer Ritter und Adliger
- James Hamilton, 1. Earl of Arran (1475–1529), schottischer Adliger
- James Hamilton, 1. Lord Hamilton († 1479), schottischer Adliger
- James Hamilton, 2. Earl of Arran (1515/1516–1575), schottischer Adliger, Herzog von Châtellerault
- James Hamilton, 3. Earl of Arran (1537–1609), schottischer Adliger
- James Hamilton, 1. Viscount Claneboye (1559–1644), schottisch-irischer Adliger
- James Hamilton (Bischof) († 1580), schottischer Geistlicher, Bischof von Argyll
- James Hamilton of Bothwellhaugh († 1581/1585), schottischer Adliger und Mörder
- James Hamilton, 2. Marquess of Hamilton (1589–1625), schottischer Adliger
- James Hamilton, 1. Baronet (of Broomhill) (vor 1605–vor 1647), schottischer Adliger
- James Hamilton, 1. Duke of Hamilton (1606–1649), englischer Adliger und Heerführer
- James Hamilton of Broomhill (1610–1674), schottischer Geistlicher, Bischof von Galloway
- James Hamilton, 1. Earl of Clanbrassil († 1659), irischer Adliger
- James Hamilton (1642–1717), schottischer Staatsmann, siehe Jakob von Hamilton
- James Hamilton, 4. Duke of Hamilton (1658–1712), schottischer Adliger und Politiker
- James Hamilton, 1. Earl of Clanbrassil († 1758), irischer Adliger
- James Hamilton, 5. Duke of Hamilton (1702–1742), schottischer Adliger
- James Hamilton (Politiker, 1710) (1710–1783), amerikanischer Politiker, Bürgermeister von Philadelphia
- James Hamilton, 6. Duke of Hamilton (1724–1758), schottischer Adliger
- James Hamilton, 2. Earl of Clanbrassil (1730–1798), irischer Adliger
- James Hamilton, 7. Duke of Hamilton (1755–1769), schottischer Adliger
- James Hamilton (Sprachlehrer) (1769–1831), britischer Sprachlehrer
- James Hamilton junior (1786–1857), US-amerikanischer Politiker (South Carolina)
- James Hamilton, 1. Duke of Abercorn (1811–1885), britischer Staatsmann
- James Hamilton (Architekt) (1818–1861), schottischer Architekt
- James Hamilton, 2. Duke of Abercorn (1838–1913), britischer Adliger und Politiker
- James Hamilton (Fußballspieler, 1859) (1859–1932), irischer Fußballspieler
- James Hamilton, 3. Duke of Abercorn (1869–1953), britischer Adliger und Politiker
- James Hamilton (Fußballspieler, 1884) (1884–??), englischer Fußballspieler
- James Hamilton, 4. Duke of Abercorn (1904–1979), britischer Adliger und Politiker
- James Hamilton (Politiker, 1918) (1918–2005), britischer Politiker (Labour Party)
- James Hamilton (Physiker) (1918–2000), irischer Mathematiker und theoretischer Physiker
- James Hamilton, 5. Duke of Abercorn (* 1934), britischer Adliger und Politiker
- James Hamilton (Leichtathlet), schottischer Mittelstreckenläufer
- James Hamilton (Snowboarder) (* 1989), neuseeländischer Snowboarder
- James Hamilton-Paterson (* 1941), britischer Schriftsteller und Dichter
- James Douglas-Hamilton, Baron Selkirk of Douglas (1942–2023), schottischer Politiker
- James Stevenson-Hamilton (1867–1957), südafrikanischer Naturschützer
- James A. Hamilton (1876–1950), US-amerikanischer Politiker
- James D. Hamilton (* 1954), US-amerikanischer Wirtschaftswissenschaftler und Hochschullehrer
- Jamie Hamilton (Fußballspieler) (James Hamilton; 1869–1951), schottischer Fußballspieler
- Jamie Hamilton (Ruderer) (James Hamilton; 1900–1988), britischer Ruderer und Verleger
- Jamie Hamilton (Rennfahrer) (* 1991), britischer Motorradrennfahrer
- Jeff Hamilton (Autor) (1840–1941), US-amerikanischer Sklave und Autor
- Jeff Hamilton (Musiker) (* 1953), US-amerikanischer Jazzmusiker
- Jeff Hamilton (Eishockeyspieler) (* 1977), US-amerikanischer Eishockeyspieler
- Jim Hamilton (* 1982), schottischer Rugby-Union-Spieler
- Jimmy Hamilton (Fußballspieler, 1901) (James Hamilton; 1901–1972), schottischer Fußballspieler
- Jimmy Hamilton (Fußballspieler, 1904) (James Hamilton; 1904–??), englischer Fußballspieler und -trainer
- Jimmy Hamilton (Fußballspieler, 1906) (James Stevenson Hamilton; 1906–1966), schottischer Fußballspieler
- Jimmy Hamilton (Jazzmusiker) (James H. Hamilton; 1917–1994), US-amerikanischer Musiker, Komponist und Musiklehrer
- Jimmy Hamilton (Fußballspieler, 1955) (James Hamilton; * 1955), schottischer Fußballspieler
- Jock Hamilton (Fußballspieler, 1869) (1869–1931), schottischer Fußballspieler und -trainer
- Jock Hamilton (Fußballspieler, 1879) (1879–??), schottischer Fußballspieler
- Jock Hamilton (Fußballspieler, 1909) (1909–1983), schottischer Fußballspieler
- Johann Andreas von Hamilton (1679–1738), österreichischer General der Kavallerie
- Johann George von Hamilton (1672–1737), schottischer Maler

- John Hamilton, 1. Baronet (of London) († um 1670), englischer Adliger
- John Hamilton, 1. Baronet (of Marlborough House) (1726–1784), britischer Adliger
- John Hamilton, 1. Baronet (of Dunamana) (um 1740–1802), irischer Adliger
- John Hamilton, 1. Baronet (of Woodbrook) (1755–1835), britischer Adliger
- John Hamilton, 1. Lord Belhaven and Stenton († 1679), schottischer Adliger
- John Hamilton, 1. Marquess of Abercorn (1756–1818), schottisch-irischer Adliger und Politiker
- John Hamilton, 1. Marquess of Hamilton (um 1537–1604), schottischer Adliger
- John Hamilton, 1. Viscount Sumner (1859–1934), britischer Jurist
- John Hamilton, 2. Baronet (of Dunamana) († 1818), irischer Adliger
- John Hamilton, 2. Lord Belhaven and Stenton (1656–1708), schottischer Adliger
- John Hamilton, 3. Baronet (of Silverton Hill) († 1748), britischer Adliger
- John Hamilton, 3. Lord Belhaven and Stenton († 1721), britischer Adliger
- John Hamilton, 4. Earl of Haddington (1626–1669), schottischer Adliger
- John Hamilton, 4. Lord Belhaven and Stenton († 1764), britischer Adliger
- John Hamilton (Erzbischof) (1511–1571), schottischer Kirchenpolitiker und Geistlicher, Erzbischof von St Andrews
- John Hamilton (Gouverneur) (um 1681–1747), amerikanischer Kolonialgouverneur
- John Hamilton (Politiker, 1715) (1715–1796), schottischer Politiker
- John Hamilton (Politiker, 1754) (1754–1837), US-amerikanischer Politiker (Pennsylvania)
- John Hamilton (Fußballspieler, 1879) (1879–??), schottischer Fußballspieler
- John Hamilton (Schauspieler) (1887–1958), US-amerikanischer Schauspieler
- John Hamilton (Trompeter) (1911–1947), US-amerikanischer Jazztrompeter
- John Hamilton (Fußballspieler, 1914) (1914–??), schottischer Fußballspieler
- John Hamilton (Produzent) (* 1962), schottischer Filmproduzent und Journalist
- John A. Hamilton (1929–2014), US-amerikanischer Fernsehmoderator und -produzent
- John Church Hamilton (1792–1882), US-amerikanischer Historiker, vierter Sohn von Alexander Hamilton und Soldat
- John F. Hamilton (1893–1967), US-amerikanischer Schauspieler
- John James Edward Hamilton (1808–1847), britischer Adliger und Offizier
- John M. Hamilton (1855–1916), US-amerikanischer Politiker
- John Marshall Hamilton (1847–1905), US-amerikanischer Politiker
- John Potter Hamilton (1778–1873), britischer Diplomat
- John Ronald Hamilton (1871–1940), neuseeländischer Politiker
- John T. Hamilton, US-amerikanischer Literaturwissenschaftler
- John Taylor Hamilton (1843–1925), US-amerikanischer Politiker
- John Baillie-Hamilton, 13. Earl of Haddington (1941–2016), britischer Adliger und Politiker
- John Hamilton-Gordon, 1. Marquess of Aberdeen and Temair (1874–1934), britischer Generalgouverneur von Kanada
- Johnny Hamilton (Fußballspieler, 1935) (John Hamilton; 1935–2013), schottischer Fußballspieler
- Johnny Hamilton (Fußballspieler, 1949) (John Hamilton; 1949–2015), schottischer Fußballspieler
- Johnny Hamilton (Basketballspieler) (Johnathan Hamilton; * 1994), Basketballspieler aus Trinidad und Tobago
- Jordan Hamilton (Basketballspieler) (* 1990), US-amerikanischer Basketballspieler
- Jordan Hamilton (Fußballspieler) (Jordan Patrick Dear Hamilton; * 1996), kanadisch-jamaikanischer Fußballspieler
- José Ignacio García Hamilton (1943–2009), argentinischer Politiker und Historiker
- Joseph Gilbert Hamilton (1907–1957), US-amerikanischer Physiker
- Josh Hamilton (Schauspieler) (* 1969), US-amerikanischer Schauspieler
- Josh Hamilton (Baseballspieler) (* 1981), US-amerikanischer Baseballspieler
- Justin Hamilton (* 1990), US-amerikanischer Basketballspieler

### K
- Kevin Hamilton (* 1984), US-amerikanischer Basketballspieler
- Kim Hamilton (1932–2013), US-amerikanische Schauspielerin
- Kipp Hamilton (1934–1981), US-amerikanische Schauspielerin
- Kristen Hamilton (* 1992), US-amerikanische Fußballspielerin
- Kyle Hamilton (* 1978), kanadischer Ruderer
- Kyle Hamilton (Footballspieler) (* 2001), US-amerikanischer Footballspieler

### L
- Laird Hamilton (* 1964), US-amerikanischer Surfer
- Laurell K. Hamilton (* 1963), US-amerikanische Autorin
- Lawrence Hamilton (Schauspieler) (1954–2014), US-amerikanischer Schauspieler
- Lawrence S. Hamilton (1925–2016), kanadisch-amerikanischer Forstwissenschaftler und Naturschützer
- Lee H. Hamilton (* 1931), US-amerikanischer Politiker (Demokratische Partei)
- Lesley Hamilton (* 1949), deutsche Malerin, Grafikerin und Popsängerin
- Lewis Hamilton (* 1985), britischer Automobilrennfahrer
- Liam Hamilton (1928–2000), irischer Richter
- Linda Hamilton (* 1956), US-amerikanische Schauspielerin
- Linda Hamilton (Fußballspielerin) (* 1969), US-amerikanische Fußballspielerin
- LisaGay Hamilton (* 1964), US-amerikanische Schauspielerin
- Lois Hamilton (1943–1999), US-amerikanische Schauspielerin
- Lucas Hamilton (* 1996), australischer Radrennfahrer
- Lyn Hamilton (1944–2009), kanadische Schriftstellerin
- Lynn Hamilton (1930–2025), US-amerikanische Schauspielerin

### M
- Margaret Hamilton (1902–1985), US-amerikanische Schauspielerin
- Margaret Hamilton (Informatikerin) (* 1936), US-amerikanische Informatikerin und Mathematikerin
- Mary McLellan Hamilton (1891–1939), US-amerikanische Künstlerin
- Mary Victoria Hamilton (1850–1922), Prinzessin von Monaco
- Matt Hamilton (Curler) (* 1989), US-amerikanischer Curler
- Matt Hamilton (Rennfahrer) (* 1990), britischer Automobilrennfahrer
- Mavis Hamilton, Geburtsname von Mavis Macnaughton (1911–1958), irische Badmintonspielerin
- Max Hamilton (1911–1988), britischer Psychiater
- Maximilian von Hamilton (1714–1776), deutscher Geistlicher, Erzbischof von Olmütz
- Melinda Page Hamilton (* 1974), US-amerikanische Schauspielerin
- Micah Hamilton (* 2003), englischer Fußballspieler
- Milo Hamilton (1927–2015), US-amerikanischer Sportreporter
- Misha Gabriel Hamilton (* 1987), US-amerikanischer Schauspieler, Tänzer und Choreograph
- Morgan C. Hamilton (1809–1893), US-amerikanischer Politiker
- Murray Hamilton (1923–1986), US-amerikanischer Schauspieler

### N
- Nancy Hamilton (1908–1985), US-amerikanische Songwriterin, Drehbuchautorin und Schauspielerin
- Natasha Hamilton (* 1982), britische Sängerin
- Neil Hamilton (Schauspieler) (1899–1984), US-amerikanischer Schauspieler
- Neil Hamilton (Politiker) (* 1949), britischer Politiker (Conservative Party, UKIP)
- Nicholas Hamilton (* 2000), australischer Schauspieler
- Nick Hamilton (* 1959), US-amerikanischer Ringrichter
- Nicolas Hamilton (* 1992), britischer Automobilrennfahrer
- Norman R. Hamilton (1877–1964), US-amerikanischer Politiker

### O
- Odette Hamilton (* 1979), jamaikanische Fußballschiedsrichterin

### P
- Page Hamilton (* 1960), US-amerikanischer Musiker
- Pamela Hamilton (um 1958–2008), schottische Badmintonspielerin
- Pamela Coke-Hamilton, jamaikanische Juristin und UN-Diplomatin
- Patrick Hamilton (Theologe) (1504–1528), schottischer evangelischer Theologe und Märtyrer
- Patrick Hamilton (Schriftsteller) (1904–1962), englischer Schriftsteller
- Paul Hamilton (1762–1816), US-amerikanischer Politiker
- Paul Hamilton (Fußballspieler, 1941) (1941–2017), nigerianischer Fußballspieler und -trainer
- Paul Hamilton (Basketballspieler) (* 1961), US-amerikanisch-deutscher Basketballspieler
- Paul Hamilton (Fußballspieler, 1986) (* 1986), nordirischer Fußballspieler
- Paul Hamilton (Fußballspieler, 1988) (* 1988), kanadischer Fußballspieler
- Peter Hamilton (Kameramann) († 2005), britischer Kameramann
- Peter Hamilton (Radsportler) (* 1952), britischer Radsportler
- Peter F. Hamilton (* 1960), britischer Science-Fiction-Autor
- Philip Hamilton (1782–1801), ältester Sohn von Elizabeth Schuyler und Alexander Hamilton

### R
- Ralph Hamilton, US-amerikanischer Jazzmusiker
- Red Hamilton (1926–2019), US-amerikanischer Autorennfahrer
- Reid Hamilton (* 1969), neuseeländischer Beachvolleyballspieler

- Richard Hamilton (Schauspieler) (1920–2004), US-amerikanischer Schauspieler
- Richard Hamilton (Künstler) (1922–2011), englischer Maler und Grafiker
- Richard Hamilton (Altphilologe) (* 1943), US-amerikanischer Altphilologe
- Richard Hamilton (Snookerspieler), englischer Snookerspieler
- Richard Hamilton (Boxer) (* 1967), jamaikanischer Boxer
- Richard Hamilton (Ruderer) (* 1973), britischer Ruderer
- Richard Hamilton (Basketballspieler) (* 1978), US-amerikanischer Basketballspieler
- Richard F. Hamilton (Politikwissenschaftler) (1930–2022), US-amerikanischer Politikwissenschaftler
- Richard S. Hamilton (1943–2024), US-amerikanischer Mathematiker
- Richard Vesey Hamilton (1829–1912), britischer Admiral

- Robert Hamilton, 1. Baronet (of Mount Hamilton) († 1703), irischer Adliger
- Robert Hamilton, 1. Baronet (of Silverton Hill) († 1670), schottischer Adliger
- Robert Hamilton, 2. Baronet (of Silverton Hill) († 1708), schottischer Adliger
- Robert Hamilton, 2. Baronet (of Preston) (1650–1701), schottischer Adliger und Covenanter
- Robert Hamilton, 4. Baronet (of Silverton Hill) († 1786), britischer Adliger
- Robert Hamilton, 6. Baronet (of Silverton Hill) (1802–1887), britischer Adliger
- Robert Hamilton (Politiker, 1809) (1809–1878), US-amerikanischer Politiker
- Robert Hamilton (Politiker, 1867) (1867–1944), schottischer Politiker
- Robert Hamilton (Fußballspieler, 1877) (1877–1948), schottischer Fußballspieler
- Robert Hamilton, 8. Baronet (of Silverton Hill) (1877–1959), britischer Adliger
- Robert Hamilton, 8. Lord Belhaven and Stenton (1793–1868), britischer Politiker
- Robert Hamilton (Fußballspieler, 1903) (1903–1964), nordirischer Fußballspieler
- Robert Hamilton, 9. Baronet (of Silverton Hill) (1911–2001), britischer Adliger
- Robert Hamilton, 12. Lord Belhaven and Stenton (1903–1961), britischer Politiker
- Robert Hamilton, 13. Lord Belhaven and Stenton (1927–2020), britischer Politiker
- Robert Hamilton (Musiker), kanadischer Gitarrist und Musikpädagoge
- Robert Hamilton (Schauspieler) (* 1955), US-amerikanischer Schauspieler
- Robert Hamilton (Eishockeyspieler) (* 1994), kanadischer Eishockeyspieler
- Robert George Crookshank Hamilton (1836–1895), britischer Verwaltungsbeamter und Gouverneur von Tasmanien
- Robert William Hamilton (1867–1944), schottischer Politiker
- Ross Hamilton (1889–1965), kanadischer Schauspieler
- Rowan Hamilton (* 2000), kanadischer Hammerwerfer
- Russ Hamilton (Sänger) (1932–2008), britischer Sänger und Songwriter
- Russ Hamilton (Pokerspieler) (* 1948), US-amerikanischer Pokerspieler
- Ryan Hamilton (* 1985), kanadischer Eishockeyspieler und -scout

### S
- Saba Douglas-Hamilton (* 1970), kenianische Naturschützerin und Dokumentarfilmerin
- Saskia Hamilton (1967–2023), US-amerikanische Dichterin und Herausgeberin
- Scott Hamilton (Musiker) (* 1954), US-amerikanischer Jazz-Saxophonist
- Scott Hamilton (Eiskunstläufer) (* 1958), US-amerikanischer Eiskunstläufer
- Sherman Hamilton (* 1972), kanadischer Basketballspieler
- Simeon Hamilton (* 1987), US-amerikanischer Skilangläufer
- Sophie Caldwell Hamilton (* 1990), US-amerikanische Skilangläuferin
- Steve Hamilton (Baseballspieler) (1935–1997), US-amerikanischer Baseballspieler und Basketballspieler
- Steve Hamilton (Schriftsteller) (* 1961), US-amerikanischer Kriminalschriftsteller
- Steve Hamilton (Footballspieler) (* 1961), US-amerikanischer Footballspieler
- Steve Hamilton (Musiker) (* 1973), schottischer Jazz-Pianist
- Steve Hamilton (Spezialeffektkünstler), Spezialeffektkünstler
- Suzanna Hamilton (* 1960), britische Schauspielerin
- Suzy Favor Hamilton (* 1968), US-amerikanische Leichtathletin

### T
- Tim Hamilton (* 1982), tschechischer Pornodarsteller
- Todd Hamilton (* 1965), US-amerikanischer Golfer
- Thomas Hamilton (Professor) (1728–1782), Professor der Anatomie und Botanik
- Thomas Hamilton (Architekt) (1784–1858), schottischer Architekt
- Thomas Hamilton (Schriftsteller) (1789–1842), schottischer Schriftsteller
- Thomas Hamilton (Fußballspieler, 1872) (1872–1942), schottischer Fußballspieler
- Thomas Hamilton (Fußballspieler, 1877) (1877–1962), englischer Fußballspieler
- Thomas Hamilton (Basketballspieler) (* 1975), US-amerikanischer Basketballspieler
- Thomas Hamilton-Brown (1916–1981), südafrikanischer Boxer
- Tom Hamilton (Fußballspieler) (1902–1964), schottischer Fußballspieler
- Tom Hamilton (Musiker) (* 1951), US-amerikanischer Musiker
- Tom Hamilton (Tennisspieler) (* 1975), irischer Tennisspieler
- Tyler Hamilton (* 1971), US-amerikanischer Radrennfahrer

### V
- Venson Hamilton (* 1977), US-amerikanischer Basketballspieler
- Vicky Hamilton (* 1958), US-amerikanische Musikmanagerin
- Victoria Hamilton (* 1971), britische Schauspielerin
- Virginia Hamilton (1936–2002), US-amerikanische Kinderbuchautorin

### W
- Warren B. Hamilton (1925–2018), US-amerikanischer Geologe
- William Hamilton (Radsportler) (1930–2017), kanadischer Radrennfahrer
- William Hamilton, 2. Duke of Hamilton (1616–1651), schottischer Adliger
- William Hamilton, 1. Baronet (of West Port) († um 1670), schottischer Adliger
- William Hamilton, 1. Baronet (of Preston) (um 1645–um 1690), schottischer Adliger
- William Hamilton, 4. Baronet (1681–1749), schottischer Adliger
- William Hamilton (1730–1803), schottischer Diplomat und Archäologe
- William Hamilton, 6. Baronet (1748–1756), schottischer Adliger
- William Hamilton (Mediziner) (1758–1790), britischer Chirurg, Geburtshelfer und Botaniker
- William Hamilton (Philosoph) (1788–1856), britischer Metaphysiker und Logiker
- William Hamilton (Maler) (1751–1801), britischer Maler
- William Hamilton (Botaniker) (1783–1856), irischer Arzt und Pflanzenkundler
- William Hamilton, 11. Duke of Hamilton (1811–1863), schottischer Adliger
- William Hamilton, 12. Duke of Hamilton (1845–1895), schottischer Adliger
- William Hamilton (Leichtathlet) (1884–nach 1908), US-amerikanischer Leichtathlet
- William Hamilton (Sportschütze) (1884–1939), kanadischer Sportschütze
- William Hamilton (Filmeditor) (1893–1942), US-amerikanischer Filmeditor
- William Hamilton (Reiter) (1921–2007), schwedischer Dressurreiter
- William Hamilton (Theologe) (1924–2012), US-amerikanischer Theologe und Autor
- William Douglas-Hamilton, Duke of Hamilton (1634–1694), schottischer Adliger
- William D. Hamilton (1936–2000), britischer Biologe
- William F. Hamilton (1893–1964), US-amerikanischer Mediziner (Physiologie, Kardiologie)
- William Gerard Hamilton (1729–1796), englisch-irischer Staatsmann
- William J. Hamilton, Jr. (1902–1990), US-amerikanischer Mammaloge
- William John Hamilton (1805–1867), britischer Geologe
- William McLean Hamilton (1919–1989), kanadischer Politiker
- William Richard Hamilton (1777–1859), britischer Forschungsreisender, Diplomat und Antikensammler
- William Rowan Hamilton (1805–1865), irischer Mathematiker und Physiker
- William Thomas Hamilton (1820–1888), US-amerikanischer Politiker (Maryland)
- William Stirling-Hamilton, 10. Baronet (1830–1913), britischer General
- Willoughby Hamilton (Tennisspieler) (1864–1943), irischer Tennisspieler
- Willoughby Hamilton (Badminton) (1907–1971), irischer Badmintonspieler